# Смоленская церковь (Санкт-Петербург)
Церковь Смоле́нской иконы Божией Матери на Васильевском острове (Смоле́нская церковь) — один из старейших православных храмов Санкт-Петербурга. Находится на Смоленском православном кладбище на Васильевском острове. Согласно преданию, в постройке церкви участвовала блаженная Ксения Петербургская, тайно по ночам носившая кирпичи на строительные леса.
Храм относится к Санкт-Петербургской епархии Русской православной церкви, является центром Василеостровского благочиннического округа. Настоятель — протоиерей Евгений Шогенов.

## История
Первые годы после основания кладбища церкви при нём не существовало. Усопших было предписано отпевать и поминать в приходских или домовых храмах. Однако впоследствии духовное руководство поняло необходимость наличия церкви на самом кладбище, но средств для её постройки тогда не имело, поэтому императрица Елизавета I издала указ, согласно которому церковь должна была быть построена за счёт губернии, то есть светской власти.

### Деревянное здание
В 1758 году на Смоленском кладбище была заложена деревянная Смоленская церковь. Располагалась она в центре прямоугольного участка, выделенного под кладбище, со сторонами в 100 сажен, там, где впоследствии был выстроен каменный храм в честь Святой Животворящей Троицы (разобранный в 1932 году), а теперь находится часовня в его память.
Церковь была построена за два года и освящена 30 сентября (11 октября) 1760 года. Поскольку деньги на строительство дали светские власти, то и доход с церкви получали они же, а именно Губернская канцелярия, которая церковь считала своей собственностью.
Уже к 1768 году церковь стала нуждаться в ремонте, о чём причт сообщил в Духовную консисторию. В 1769 году по указу Правительствующего Сената церковь, вместе с богадельнями, расположенными на месте нынешней каменной церкви, были переданы в ведение Конторы коллегии экономии под ответственность находившегося при богадельнях комиссара прапорщика Петра Шураева. Однако духовные власти не хотели оставлять церковь в ведении светского начальства, и в 1770 году добились того, что она была передана в ведение епархии, но церковные доходы, как и обязанность нести издержки по уходу Контора экономии оставила за собой.
В 1772 году церковь была отремонтирована, а также к ней пристроили тёплый придел св. Архистратига Михаила — Михайловский, который освятили 6 (17) ноября 1772 года. Поскольку усопших продолжали отпевать главным образом в приходских церквях, то Контора экономии попросила власти определять к отпеванию в кладбищенской церкви младенцев, умерших от оспы, и с того времени она стала называться «оспенной». Постепенно установился обычай отпевать в ней, помимо младенцев, и взрослых усопших.
В сентябре 1777 года в Петербурге произошло крупное наводнение, от которого пострадали здания церкви, богаделен и само кладбище. В этот раз Контора экономии ремонтировать церковь уже не стала, вследствие чего пошли жалобы.
В 1779 году согласно указу Конторы коллегии экономии, поступившему в С.-Петербургскую духовную консисторию, в Смоленскую церковь были переданы некоторые церковные книги и вещи, принадлежавшие ранее упразднённой Иоанно-Богословской церкви,
а ныне хранившиеся в Сампсониевском соборе — большой требник московской печати, канонник, часослов, два кадила, медный чайник и железные щипцы.
В ведении светских властей церковь и богадельни были до 1780 года, когда Контору экономии высочайшим повелением упразднили, а подведомственных ей передали в Приказ общественного призрения. Однако иметь церкви в управлении Приказу не полагалось, и в 1781 году именным Императорским указом Смоленская церковь, наряду с другими числящимися при богадельнях церквями, была полностью передана под управление епархиального начальства.
В 1783 году на кладбище священником поступил о. Георгий Петров; он отремонтировал церковь, имея в своём распоряжении 100 рублей от епархиального начальства и средства от благотворителей. На этот раз придел в церкви остался один, во имя Св. Архистратига Михаила, и освящение его, по благословению митрополита, было проведено 8 ноября 1783 года в день Собора Архистратига Михаила и прочих Небесных Сил бесплотных корпусным архимандритом Макарием (указ консистории от 20 ноября 1783 г.).
После постройки каменного храма в 1790 году, о. Георгий Петров представил митрополиту на утверждение план и смету для существенной переделки деревянного храма. Слом и постройка меньшего против прежнего здания обошлась в 786 руб. 33 к.. Перестроенная церковь была освящена 8 ноября ст. ст. 1792 года в честь св. Архистратига Михаила.
Представляла собой деревянное здание простой архитектуры, стены которого были выкрашены белой краской, а крыша — зелёной; на куполе был установлен дубовый крест. В 1818 году здание церкви было обновлено за счёт средств императорского духовника П. В. Криницкого.
В дальнейшем, из-за наводнения 1824 года деревянный храм пришёл в негодность до такой степени, что проводить в нём богослужения стало невозможно, и его иконостас отдали в домовую церковь грузинской царицы Коцено (имеретинской царицы Марии (Анны Матвеевны)). Восстановить храм собирался иконописец и академик живописи В. Л. Боровиковский, для чего изготовил резные принадлежности нового иконостаса и написал иконы для него, однако внезапная смерть помешала ему «свершить благое намерение», и храм остался в прежнем состоянии.
К 1831 году на месте разобранного в 1829 году деревянного здания было построено каменное здание Церкви во имя Святой Животворящей Троицы.

### Каменное здание
В 1786—1790 годах под руководством отца Георгия Петрова и по проекту архитектора Алексея Иванова была построена каменная Смоленская церковь в стиле раннего русского классицизма. Место для новой церкви указал прибывший на кладбище 2 июня 1786 года митрополит Гавриил — на северной стороне от кладбища, на участке сломанных в 1783 году зданий мужской и женской богаделен. Этими богадельнями распоряжался Приказ общественного призрения, и хотя он сам имел надобность в богаделенском месте, но, благодаря хлопотам Георгия Петрова, уступил его под строительство церкви и соответствующее расширение кладбища на север, к реке Смоленке, о чём кладбищенскому причту было сообщено указом Духовной консистории от 2 марта 1785 года № 234.
26 сентября 1790 года в день преставления апостола и евангелиста Иоанна Богослова был освящён придел в его честь. В него перенесли иконостас из упразднённой в 1772 году деревянной церкви Иоанна Богослова, построенной в 1715 году по указу Петра I при госпитальном кладбище на Выборгской стороне. Придел представлял собой зал в три окна, с выходом во двор.
1 октября 1790 года, на праздник Покрова Пресвятой Богородицы, был освящён главный придел во имя Смоленской иконы Божией Матери. По описанию Стефана Опатовича, стены в главном приделе были отделаны простой побелкой; в «фонарике» купола неизвестным живописцем за 15 рублей было нарисовано сияние. Иконостас, без Царских врат, живописи и позолоты изготовили охтенские мастера за 557 р. 50 коп.; Царские врата и рамы к местным образам изготовил придворный резчик Яков Дунаев, что обошлось в 60 рублей. Позолота стоила 650 рублей. Живописец Иван Акимов пожертвовал написанные им иконы Спасителя и Божией Матери; иконы на северных и южных дверях иконостаса написал художник Гавриил Козлов. В придел были пожертвованы также иконы Тайной вечери, Трёх святителей и другие, все кисти неизвестных художников. На момент написания статьи Стефаном Опатовичем в 1873 году эти иконы в дорогих окладах, кроме Тайной вечери, ещё находились в храме.
Икона Божией Матери, написанная И. А. Акимовым с чудотворного образа Смоленской иконы Божией Матери, хранившейся в Успенском соборе города Смоленска — стала храмовым образом. Икона располагалась за зеркальным стеклом в серебряной позолоченной ризе, которая в 1848 году была переделана согласно Указу СПб Духовной Консистории от 21.05.1848 за № 1923. Вес ризы составлял 29 фунтов и 49 золотников, она была украшена бриллиантами, изумрудами, бирюзой, яхонтами и другими драгоценными камнями.
С 1808 года начали возводить пристройки к церкви, а также надстроили колокольню вторым этажом. Северный придел возвёл архитектор Андреян Захаров. В начале 1810-х годов здание церкви стало тёплым, и в 1813—1815 годах художник Степан Безсонов выполнил новую роспись.
После наводнения 1824 года, которое нанесло зданию церкви значительный ущерб, потребовалось провести ремонт. Южный придел на средства, пожертвованные церковным старостой, купцом I гильдии Илией Антоновым, начали строить в 1831 году, закончили в 1833-м и освятили в честь Пророка Илии 24 июня того же года. Окончательно строительные работы завершили в 1833 году при новом настоятеле протоиерее Александре Рождественском.
В 1858 году художник Василий Васильев расписал подкупольную часть церкви в византийском стиле.
В 1903 году отремонтированы приделы Иоанна Богослова и Пророка Илии.
Всего на 1917 год в Смоленском храме было пять приделов:
- главный — Смоленской иконы Божией Матери, освящён 1 октября 1790 года;
- правый (южный) — Святого Василия Исповедника, освящён в 1891 году[15].
- левый (северный) — во имя Иоанна Предтечи, Святого Стефана и мученицы Евлампии, освящённый 10 октября 1892 года[15].
- Отдельный придел с южной стороны от трапезной — Пророка Илии, освящённый 24 июня 1833 года[15].
- Отдельный придел с северной стороны от трапезной — Апостола Иоанна Богослова, освящённый 26 сентября 1790 года.

Незадолго до своего ареста в храме служил обедню на Радоницу митрополит Петроградский и Гдовский Вениамин. С начала 1920-х годов церковь находилась у обновленцев.
Весной 1938 года в церковь передали Казанскую икону Божией Матери, происходившую из Казанского собора, который был закрыт в 1932 году и икона пребывала сначала в Храме Успения Пресвятой Богородицы на Сенной площади, а затем в Андреевском соборе. В 1940 году Смоленская церковь была закрыта, Казанскую икону Божией Матери по ходатайству Ленинградского митрополита Алексия I (Симанского) передали в Князь-Владимирский собор, где она пребывала 60 лет (в 2001 году возвращена в Казанский собор). Внутреннее убранство храма было уничтожено почти полностью.
В январе 1947 года церковь вновь передана верующим в «бесплатное пользование» и 8 марта того же года освящена настоятелем Николо-Богоявленского собора протоиереем Павлом Тарасовым. В центральном приделе был установлен иконостас, доставленный из закрытого в 1938 году храма Рождества Иоанна Предтечи на Каменном острове.
24 мая 1950 года епископом Лужским Симеоном (Бычковым) в храме был освящён во имя иконы Божией Матери «Умиление» новоустроенный северный придел (бывший придел в честь ап. Иоанна Богослова), для которого был взят иконостас одного из приделов нижнего храма Собора Владимирской иконы Божией Матери, в то время закрытого.
16 февраля 1989 года митрополит Ленинградский и Новгородский Алексий (Ридигер) освятил в честь блаженной Ксении Петербургской южный придел храма (бывший придел в честь св. Василия Исповедника).
Приделы Илиинский и св. Василия Исповедника (именуемый теперь Рождественским) в настоящее время отдельных престолов не имеют. Рождественский придел украшает искусно выполненный Рождественский вертеп.

## Настоятели храма
Составлено по Синодику храма Смоленской иконы Божией Матери на Смоленском кладбище в Санкт-Петербурге / Прот. Владимир Сорокин, Е. Карловская при участии А. А. Бовкало, М. В. Шкаровского, О. И. Ходаковской, СПб., 2015, 198 с..
- Протоиерей Георгий Петров, с 21 июня 1783—1818.
- Иерей Алексий Алексеевич Березайский[27], 1818—1825.
- Протоиерей Иоаким Семенович Кочетов, 1825—1832.
- Протоиерей Александр Яковлевич Рождественский, 1832—1843.
- Протоиерей Райковский Андрей Иоаннович, 1843—1845.
- Протоиерей Василий Лаврович Лавров, 1845 — 8 ноября 1864.
- Протоиерей Алексей Иванович Максимов, 1864 — 7 октября 1870.
- Протоиерей Иоанн Исполатов, 1870—1879.
- Протоиерей Захарий Евфимович Образцов, 1879—1887.
- Протоиерей Иоанн Георгиевич Полканов, 1888—1893.
- Протоиерей Павел Алексеевич Матвеевский, 1894—1897.
- Протоиерей Алексий Иоаннович Сперанский, 1898—1906.
- Протоиерей Николай Васильевич Триодин, 1907—1917.
- Протоиерей Константин Васильевич Банников, служил с 1910-х — 1937.
- Протоиерей Алексей Иосифович Западалов, 1919—1921.
- Протопресвитер Алексий Григорьевич Абакумов, 1921—1923 и в 1925 — по сентябрь 1940.
- Протоиерей Василий Васильевич Раевский, 1947—1949.
- Протоиерей Илия Попов, 1949—1950.
- Протоиерей Георгий Дмитриевич Константиновский, 1951—1953.
- Протоиерей Иоанн Николаевич Птицын, 1953—1957.
- Протоиерей Иоанн Иоаннович Чокой, 1953—1954, 1957—1958.
- Протоиерей Павел Петрович Тарасов, 1954—1957.
- Протоиерей Владимир Викторович Смирнов, 1957—1958.
- Протоиерей Константин Андреевич Быстреевский, 1958—1967.
- Протоиерей Михаил Владимирович Славнитский, 1967—1971.
- Протоиерей Павел Григорьевич Красноцветов, 1972—1973.
- Протоиерей Иоанн Афанасьевич Кондрашов, 1973—1975.
- Протоиерей Игорь Афанасьевич Мазур, 1975—1979.
- Архимандрит Климент (Игорь Иванович Толстихин), 1979—1987.
- Протоиерей Виктор Московский, 1987—2020.

## Крестные ходы
В день Происхождения честных древ 1 августа бывал крестный ход на Смоленку для освящения воды. Разрешение производить этот ход причту дал митрополит в указе протоиерею Георгию Петрову № 1.711 за 11 июля 1805 года.

## Архитектура
Церковь построена в стиле раннего русского классицизма. Это прямоугольное в плане здание с двухъярусной колокольней, покрашенное в голубой цвет.
К центральному объему здания с востока примыкает алтарная апсида. С севера и юга от центрального корпуса пристроены приделы, придел Иоанна Предтечи, св. Стефана и мученицы Евлампии (сейчас Рождественский придел, не имеющий отдельного престола) и придел Святого Василия Исповедника (ныне св. бл. Ксении Петербургской). С западной стороны к церкви примыкает трапезная. С севера и юга от трапезной располагаются приделы Иоанна Богослова (ныне освящен во имя иконы Божией Матери «Умиление») и св. прр. Илии (ныне не имеет престола). Над входом возвышается двухъярусная колокольня, увенчанная серым шпилем с крестом, в обоих ярусах которой располагаются звонницы. Стена второго яруса декорирована коринфскими пилястрами. Каждая грань яруса завершена треугольным фронтоном. Храм увенчан низким куполом серого цвета, расположенным на низком барабане с арочными окнами византийского стиля. Купол завершает фонарь, увенчанный луковичной главкой с крестом.

## Усыпальница
Согласно работе Владимира Саитова «Петербургский некрополь», в церкви были погребены несколько десятков усопших. Под полом церкви для захоронений был устроен подвал. На северной стене храма имеются памятные доски в честь строителя и настоятеля Смоленской церкви протоиерея Георгия Петрова, погребённого под алтарём придела Святого Иоанна Богослова, и настоятеля Петропавловского собора протоиерея Стахия Колосова.
- Доска в память строителя церкви протоиерея Георгия Петрова
- Доска над могилой протоиерея Стахия Ивановича Колосова